# Dichaetomyia indica
Dichaetomyia indica är en tvåvingeart som först beskrevs av Walker 1853.  Dichaetomyia indica ingår i släktet Dichaetomyia och familjen husflugor. Inga underarter finns listade i Catalogue of Life.